# Левша (журнал)

Журнал «ЮТ для умелых рук», 1977 год.

«Левша́» (первоначально — «ЮТ для умелых рук») — советский, позднее — российский детско-юношеский журнал для любителей мастерить. В настоящее время (2006) издаётся редакцией журнала «Юный техник».

## История
Вскоре после появления журнала «Юный техник» (1956 год) редакция ЮТ стала выпускать серию тематических брошюр (под названием «Для умелых рук») «в помощь политехническому обучению и техническому творчеству пионеров и школьников», посвящённых созданию моделей, игрушек и других самоделок, некоторые из которых могли быть полезны в быту (например, действующие радиоприёмники, станки). Брошюра выходила 24 раза в год.
В 1972 года приложение к ЮТу стало официальным и стало выходить раз в месяц под названием «ЮТ для умелых рук». ISSN приложения был 0131-1433.
В 1991 году журнал сменил название и стал называться «Левша» в честь одноимённого героя одноимённого сказа Н. С. Лескова, умелого кузнеца, подковавшего блоху.

## Профиль
В журнале публикуются описания различных самоделок: игрушек, действующих и стендовых моделей (публикуются выкройки для бумажных моделей), радиоэлектронных устройств; также публикуются советы и руководства по обустройству дома и дачи (пособия по самостоятельному изготовлению мебели, садовых инструментов и т. п.)

## Редакция
Главные редакторы:
- Л.Н. Недосугов (с 1961 по 1967 г.г.)
- С. В. Чумаков (до 1985 г.)
- В. В. Сухомлинов (с 1986 г.)
- Б. И. Черемисинов(с 1992 г.)
- А. А. Фин.

Подписные индексы по каталогу «Роспечать»: 71123, 45964 (годовая); по объединённому каталогу «Пресса России»: 43135. Есть подписка в Интернет.